# Rachid Benhadj
Rachid Benhadj (Algeri, 12 luglio 1949) è un regista cinematografico e sceneggiatore algerino.

## Biografia
Nato ad Algeri nel 1949, studia a Parigi, dapprima architettura nell'École nationale supérieure des arts décoratifs (dove si laurea nel 1973), e poi cinema all'università. È anche pittore. A partire dal 1979 realizza numerosi telefilm e documentari. Si stabilisce poi in Italia dove vive tuttora, e nel 1995 realizza un mediometraggio, L'ultima cena, seguito da due lungometraggi.
Il suo film Il pane nudo, tratto dall'omonimo romanzo di Mohamed Choukri, ha vinto numerosi premi internazionali, tra cui il Globo d'oro 2007 come "film da non dimenticare". È docente in una scuola per registi cinematografici alla scuola di cinema di Cinecittà Act Multimedia.

## Filmografia

### Regista
- Aich ou Khali Ennass et Mout (1979)
- Rakem 49 (1980)
- Louss, warda al-rimal (1988)
- Touchia (1992)
- L'ultima cena (1995)
- L'albero dei destini sospesi - film TV (1997)
- Mirka (2000)
- Il pane nudo (El Khoubz el hafi) (2005)
- Profumi d'Algeri (Parfums d'Alger)  (2012)
- Aspettando il Maestro (Waiting for the Maestro) (2014)[2]
- La stella di Algeri (Nejma el Djazair) (2016)
- Matares (2019)